# 披山岛
28°05′35″N 121°30′38″E / 28.09292°N 121.51046°E

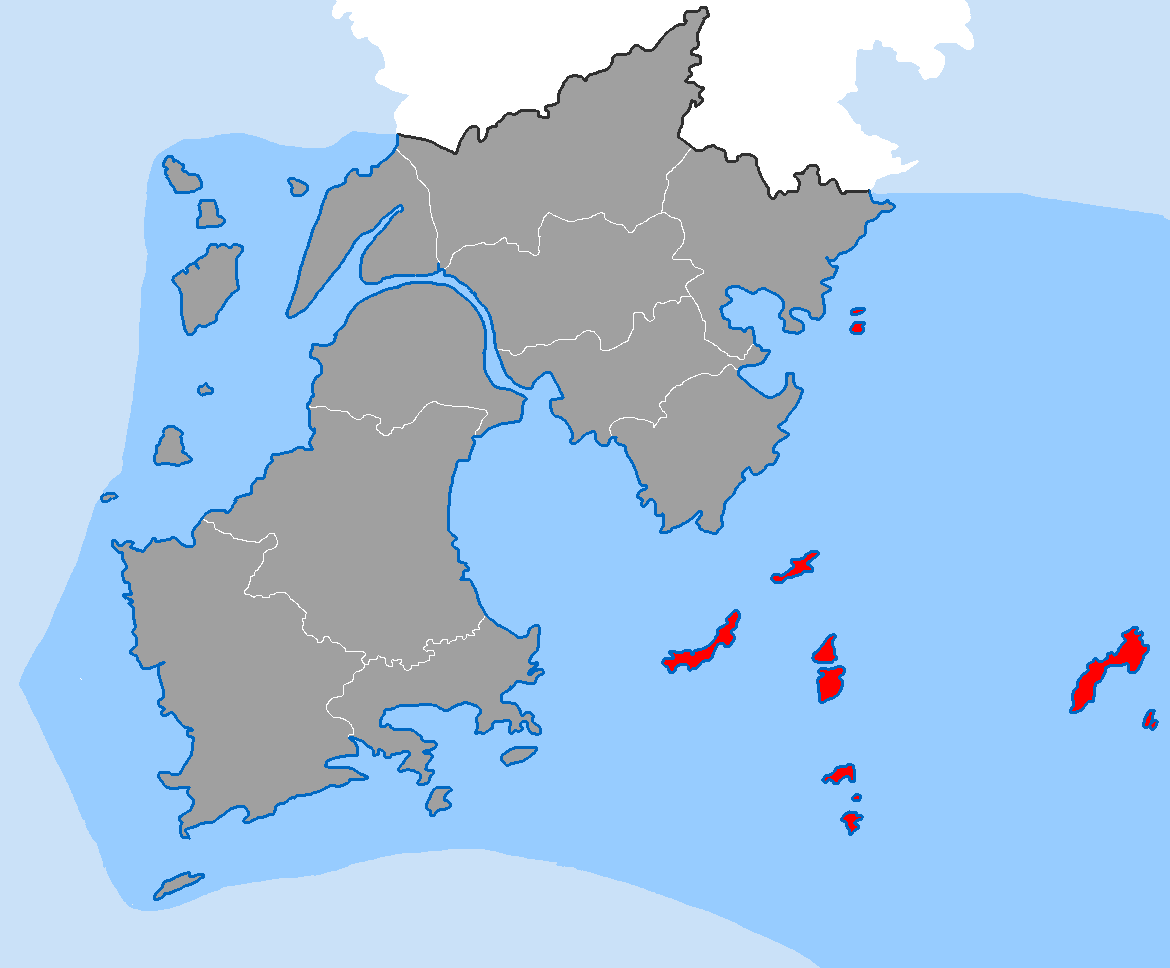
玉环市地图，图中红色区域为鸡山乡，最右边的红色区块即为披山岛

披山岛是位于中国浙江省玉环市鸡山乡辖区的一个海岛，是台州市最后一个通电网的人居住岛（于2017年11月17日），也是玉环市最偏远的岛屿之一。岛上的行政建制村为披山村，是玉环县最后一个通电网的行政村。披山岛古称邳山，曾有倭寇出没。2017年底，岛上正式通入电网，结束了60年无电网的历史。岛上还设立了玉环披山省级海洋特别保护区。

## 地理位置
披山岛位于玉环市坎门街道东23公里，距离干江栈台码头约10海里，与钓鱼岛、台湾岛等岛屿相邻，东濒东海，南临洞头洋，北接大陈洋。面积为2.38平方公里，周围岩礁众多。周围海域因受洋流水系交汇影响，海洋资源丰富。从栈台码头出发船程2小时到达。

## 历史
披山在明代称作邳山，曾是倭寇出没的地方。明嘉靖四十年（1561年），戚继光部将胡震在邳山率军剿灭倭寇数百人，为“邳山之役”。到明代末年，始有人上岛定居。全盛时岛上人口达千余人。1941年6月，日本军舰登陸披山岛，岛上民眾伤亡惨重。1949年後，国军残部退居披山。1950年7月11日，解放军华东军区海军5艘炮艇、4艘登陆艇发动突击，浙江省黄岩县金清港起航，直奔披山岛。7月12日攻占披山岛。当时由于美国海军第七舰队進入台湾海峡，国军转退为进，同年7月再次攻占披山岛。1953年，国军在岛上成立玉环县政府。1955年2月9日，岛内驻军及居民900余人随大陈岛撤退迁往台湾。1955年2月13日，中国人民解放军陆、海、空军协同作战，攻佔包括披山岛在内的多个岛屿，共軍至此控制浙江沿海全部岛屿。1958年，大陆百姓迁入披山岛定居。
1950年代曾在岛内设立渔业生产指挥机构，但是在1980年之后渔场资源衰竭。2001年5月，当地政府成立玉环披山养殖有限公司，开始开发观光渔业。2011年10月，浙江省人民政府在披山岛上树立起披山岛岛标。2011年11月，浙江省人民政府批准建立“玉环披山省级海洋特别保护区”，以保护当地海洋生物多样性及其生境，促进当地鱼类、贝类资源恢复。该保护区建筑面积达559平方米，工程造价153万元，分为标本室和实验室，为三层框架结构。2014年3月31日工程开工，2015年10月18日工程竣工，2016年1月工程通过验收。2016年，多位臺灣大陳人来披山岛寻根。
以前，披山岛上的居民靠柴油发电机供电。2016年11月30日，岛上安装了太阳能发电板，缓解了岛上用电不便的问题。但这仍然保证不了日常的用电需求。2017年初，国网玉环市供电公司启动披山岛联网通电工程，该工程投资达2,600万元，规划在岛上设置10千伏的线路工程，并建设3台总共1,000千伏安的农村公变及15.5公里的海底电缆，实现披山岛全天候供电。2017年11月17日，该工程正式通电，结束了披山岛60年无电网的历史。

## 现状
截至2014年，岛上仅剩64户164人，其中随着海岛移民工作的推进，大多数人搬到陆上定居，如今岛上常住居民仅11人，以老人为主。乡村干部、垂钓者、当地卫生院医师会偶尔上岛。另外，岛上驻扎着东海舰队雷达营，这支部队常年驻守在披山岛，守护着中国的东大门。岛上通过自建小水库、储水山洞蓄水来满足用水需求。目前除了捕鱼以外，岛上还发展起了养殖业、旅游业等等。岩螺、海参等海洋生物也成为了当地特产。未来建设的玉环海洋公园中，披山岛将属于“原生态休闲旅游”的一部分。